# Sargasso Sea – Im Meer der Leidenschaft
Sargasso Sea – Im Meer der Leidenschaft (Originaltitel: Wide Sargasso Sea) ist ein australisches Filmdrama aus dem Jahr 1993. Regie führte John Duigan, der das Drehbuch gemeinsam mit Carole Angier und Jan Sharp nach dem Roman von Jean Rhys, einem Prequel zu Charlotte Brontës Jane Eyre, schrieb.

## Handlung
Die Handlung spielt auf Jamaika in der Mitte des 19. Jahrhunderts und erzählt die Vorgeschichte Edward Rochesters, des Protagonisten aus dem Roman Jane Eyre.
Antoinette Cosway wächst auf der Insel als Erbin einer großen Plantage auf. Ihre Mutter wird geistig labil; ihr behinderter Bruder stirbt. Die Plantage gerät in wirtschaftliche Schwierigkeiten, weswegen Cosway den Engländer Edward Rochester heiratet. Sie verliebt sich in ihn, mit der Zeit entfremden sich die Eheleute dennoch. Cosway wird darüber geisteskrank und lebt fortan eingesperrt auf dem Herrenhaus ihres Mannes in England. Dies ist der Anknüpfungspunkt für die Handlung des Romans Jane Eyre, in dem Antoinette Cosway lediglich als Nebenfigur präsentiert wird.

## Kritiken
Roger Ebert schrieb in der Chicago Sun-Times vom 7. Mai 1993, er habe selten einen Film gesehen, der wirkungsvoller das Klima der gezeigten Zeit und Umgebung zeigen würde („I have rarely seen a film that more effectively conveyed the climate it takes place in“).
Das Lexikon des internationalen Films schrieb, der Film sei eine „mißglückte Romanverfilmung, die über farbenprächtiger Exotik und Symbolik nie wirklichen Zugang zu ihren Hauptfiguren“ finde. Einzig die Filmmusik sei „hervorragend“.

## Hintergründe
Der Film wurde an den Originalschauplätzen auf Jamaika gedreht. Er spielte in den Kinos der USA ca. 1,6 Millionen US-Dollar ein.